# اوژن بالم
اوژن بالم (فرانسوی: Eugène Balme‎؛ ۲۲ نوامبر ۱۸۷۴ – ۲۴ فوریهٔ ۱۹۱۴) تیرانداز اهل فرانسه بود.
وی در مسابقات کشوری و بین‌المللی در مجموع برندهٔ ۲ مدال برنز شده‌است.